# Olympische Jugend-Sommerspiele 2010/Teilnehmer (Indonesien)
| Gelbes Symbol für Goldmedaillen mit stilisierten Olympischen Ringen | Graues Symbol für Silbermedaillen mit stilisierten Olympischen Ringen | Braundes Symbol für Bronzemedaillen mit stilisierten Olympischen Ringen |
| ------------------------------------------------------------------- | --------------------------------------------------------------------- | ----------------------------------------------------------------------- |
| —                                                                   | —                                                                     | 1                                                                       |

Die Jugend-Olympiamannschaft aus Indonesien für die I. Olympischen Jugend-Sommerspiele vom 14. bis 26. August 2010 in Singapur bestand aus 14 Athleten.

## Medaillengewinner
Mit einer gewonnenen Bronzemedaille belegte das indonesische Team Platz 85 im Medaillenspiegel.

### Bronze
- Dewi Safitri, Gewichtheben: Leichtgewicht

## Athleten nach Sportarten

### Badminton
| Mädchen - Renna Suwarno Einzel: 9. Platz | Jungen - Evert Sukamta Einzel: Viertelfinale |

### Bogenschießen
Mädchen
- Erwina Safitri
Einzel: 17. Platz
Mixed: 17. Platz (mit Witalij Komonjuk  Ukraine)

### Gewichtheben
| Mädchen - Dewi Safitri Leichtgewicht: Bronze | Jungen - Zainudin Zainudin Federgewicht: 5. Platz |

### Radsport
- Elga Kharisma Novanda
- Suherman Heryadi
- Destian Satria
- Ongky Setiawan
Kombination Mixed: 24. Platz

### Schwimmen
| Mädchen - Patricia Hapsari 100 m Freistil: 24. Platz - Fibriani Marita 200 m Lagen: 16. Platz | Jungen - Arnoscy Siahaan 200 m Schmetterling: 20. Platz |

### Taekwondo
Jungen
- Macho Hungan
Klasse über 73 kg: 5. Platz

### Tennis
Mädchen
- Grace Sari Ysidora
Einzel: 25. Platz
Doppel: 1. Runde (mit Luksika Kumkhum  Thailand)